# Potez 37
Il Potez 37 fu un aereo monomotore monoplano ad ala alta a parasole sviluppato dall'azienda aeronautica francese Avions Henry Potez nei primi anni trenta e rimasto allo stadio di prototipo.
Realizzato per rispondere ad una specifica della neoistituita aeronautica militare francese per la fornitura di un caccia-ricognitore, ad una valutazione comparativa gli fu preferito il concorrente ANF Les Mureaux 110 ed il suo sviluppo venne interrotto.

## Storia del progetto
Nel 1930 il governo francese emise une serie di specifiche allo scopo di modernizzare il parco velivoli in dotazione all'Armée de l'air basata ancora sui velivoli in configurazione alare biplana sviluppati da quelli progettati al tempo della prima guerra mondiale. La tecnologia monoplana evidenziava un sensibile miglioramento nelle prestazioni complessive e nei margini di sviluppo per cui la necessità di avere una flotta al livello delle forze aeree straniere imponeva questa scelta tecnica.
Tra le varie richieste i vertici dell'aeronautica militare francese volevano dotare la propria flotta di un particolare velivolo biposto multiruolo, adatto sia ad operare come aereo da caccia che come aereo da ricognizione. Per soddisfare la richiesta la Avion Potez avviò lo sviluppo di due progetti paralleli, simili nell'impostazione, velivoli biposto ad abitacoli separati in tandem, velatura monoplana ad ala alta a parasole di costruzione interamente metallica, indicati come Potez 37 e Potez 39, quest'ultimo rispondente alla categoria A.2 (biposto da osservazione). I due differivano tra loro per la particolare fusoliera del primo che si rastremava verso coda diventando poco più che una trave di sostegno per l'impennaggio, soluzione ideata per fornire al mitragliere un più ampio campo di tiro.
Realizzato in due prototipi ed inviato alle prove di valutazione comparative, dovette raffrontarsi con il più tradizionale ANF Les Mureaux 110 il quale alla fine venne scelto ed avviato alla produzione in serie.

### Pubblicazioni
- (FR) Potez 39, in Les Ailes, n. 494, Paris, 4 dicembre 1930.
- Potez 39, in Aerei da guerra, Ginevra - Novara, Edito Service S.A. - Istituto Geografico De Agostini, 1993.